# والتر هودج
والتر هودج (بالإسبانية: Walter Hodge)‏ مواليد 21 سبتمبر 1986 في بورتوريكو، هو لاعب كرة سلة بورتوريكي سابق. بدأ مسيرته الاحترافية في سنة 2009. لعب مع فريق أسفيل باسكت كلاعب هجوم خلفي. حمل الرقم 15. يبلغ طوله 6 قدم 0 بوصة (1.8 م).

## المسيرة الاحترافية
لعب مع كابيتانس دي أرسيبو في سنة 2009، ثم لعب مع جلونا غورا من سنة 2010 إلى 2013، ثم لعب مع ساسكي باسكونيا في الدوري الإسباني في موسم 2013–2014، ثم لعب مع زينيت سانت بطرسبرغ في الدوري الروسي في موسم 2014–2015، ثم لعب مع كابيتانس دي أرسيبو في سنة 2015، ثم لعب مع بالاكانسترو كانتو في الدوري الإيطالي في موسم 2015–2016، ثم لعب مع كابيتانس دي أرسيبو في سنة 2016، ثم لعب مع أسفيل باسكت في الدوري الفرنسي في سنة 2016.

## الإنجازات
- الدوري البولندي لكرة السلة: 2013.
- دوري أفريقيا لكرة السلة: 2021.
- الدوري المصري لكرة السلة: 2021.

## روابط خارجية
- والتر هودج على موقع الاتحاد الدولي لكرة السلة (الإنجليزية)
- والتر هودج على موقع الدوري الأوروبي لكرة السلة (الإنجليزية)
- والتر هودج على موقع الدوري الإسباني لكرة السلة (الإسبانية)
- والتر هودج على موقع كرة السلة الأوروبية.كوم (الإنجليزية)
- والتر هودج على موقع كلية كرة السلة في سبورتس رفرنس.كوم (الإنجليزية)
- والتر هودج على موقع ريلجم (الإنجليزية)
- والتر هودج على موقع بروبوليرز (الإنجليزية)
- والتر هودج على موقع سبورتس رفرنس (الإنجليزية)